# Костел Діви Марії (Краків)
Архипресвітеріальний костел Внебовзяття Пресвятої Діви Марії, або Маріяцький костел, Костел Діви Марії, Базиліка Маріяцька (інші назви Марійський костел, Маріяцький костел; пол. Kościół archiprezbiterialny pw. Wniebowzięcia Najświętszej Marii Panny, kościół Mariacki) — один з найбільших і найважливіших, після Вавельського кафедрального собору, костелів Кракова, який від 1862 року має статус малої базиліки. З вищої вежі цього храму щогодини традиційно виконується на трубі спеціальний сигнал — гейнал, що раніше слугував сигналом точного часу.

## Історія

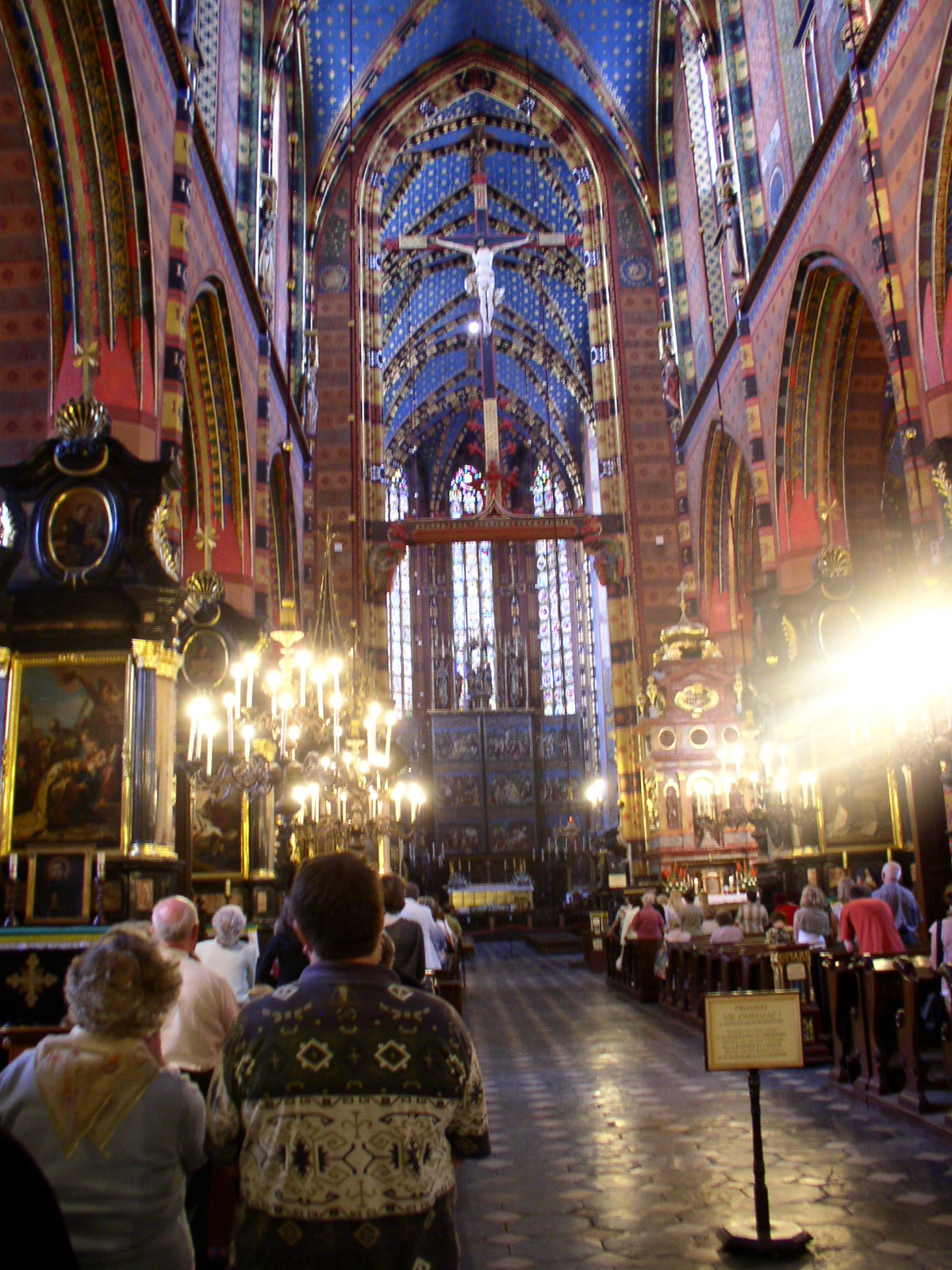
Базиліка Внебовзяття Пресвятої Діви Марії в Кракові. Інтер'єр

Перший храм на цьому місці був споруджений у 1221–1222 роках. Одночасно краківський єпископ Іво Одровонж переніс сюди центр краківської парафії, віддавши домініканцям попередній парафіяльний костел Святої Трійці. 1241 року церква була зруйнована монголо-татарами. У 1290–1300 роки було збудовано частково на попередніх фундаментах ранньоготичний зальний храм, який був освячений близько 1320–1321. У 1392–1397 храм був перебудований під базиліку. У XV столітті обвалилась частина хрестово-реберних склепінь презбітерія, після чого у 1442 році майстер Ципсер виклав нові дещо спрощеного вигляду, додавши низку чисто декоративних ребер. 1478 році споруджений гострий готичний шпиль. У 1585–1586 роках стараннями архіпресвітера Героніма Поводовського (Hieronim Powodowski) виконано нову поліхромію інтер'єрів та змінено деталі внутрішнього убранства. 1666 року додана корона другої вежі.
Близько 1750 року за вказівкою архіпресвітера Яцека Августина Лопацького (Jack August Łopacki), інтер'єр повністю перебудований у стилі пізнього бароко за проектами Франческо Торіані і Франческо Плачіді. Понижено дах над пресвітерієм і головною навою, в інтер'єрі впроваджено артикуляцію стін пілястрами. При цьому було втрачено багато оригінальних кам'яних оздоб XIV–XV ст. Оновлено 26 вівтарів, спорядження, обладнання, лави, картини, стіни у 1753–1754 роках прикрашені кольоровими розписами Анджея Радванського. З цього періоду походить пізньобароковий ґанок.
На початку ХІХ століття, при перевпорядкуванні міста був закритий церковний цвинтар. Таким чином, постала площа Пресвятої Марії.[джерело?]
У середині XIX століття барокове оздоблення храму піддавалось критиці. Мистецтвознавці визнавали його невідповідним до готичного первинного укладу святині. 1873 року художник і мистецтвознавець Владислав Лущкевич звернувся до парафіяльного комітету з можливим проектом реконструкції. Він же підготував приблизний кошторис. Однак на той час тривала реставрація головного вівтаря, тому справа не мала продовження. У 1887–1891 роках під керівництвом Тадеуша Стриєнського проведено реставрацію. Відкриті з-під тиньку автентичні готичні елементи змінили уявлення істориків мистецтва про первинний вигляд храму. Рівень віднайдених під тиньком каменярських оздоб виявився несподівано вищим, ніж цього очікували історики мистецтва. Стриєнський запросив до співпраці скульпторів Владислава Хросьнікевича та Адама Трембецького, які виконали реставрацію, або повне відтворення кам'яних деталей. Зразком послужили найменш пошкоджені елементи, що збереглись за головним вівтарем. В інтер'єр впроваджено неоготичні розписи за проектом Яна Матейка, з яким співпрацювали Станіслав Виспянський і Юзеф Мегоффер — автори вітража у вівтарях і над основними органами.
Наприкінці XX століття в храмі була проведена комплексна реставрація, завдяки якій базиліка отримала сучасний блиск. Близько 1912 року в костелі встановлено 12 статуй святих, створених скульптором Зигмунтом Лангманом. 2010 в базиліці відбувалася церемонія поховання президента Польщі Леха Качинського і його дружини.

## Зауваги
1. ↑  можна зустріти й хибну щодо латинських храмів назву — Успіння Пресвятої Богородиці (Діви Марії)